# En gentleman kommer till stan
En gentleman kommer till stan (engelska: Mr. Deeds Goes to Town) är en amerikansk romantisk komedifilm från 1936 i regi av Frank Capra. Filmen är baserad på berättelsen Opera Hat som publicerades som följetong i The Saturday Evening Post. I huvudrollerna ses Gary Cooper och Jean Arthur.
Filmen belönades med en Oscar för bästa regi. En nyinspelning, Mr. Deeds, hade premiär 2002 med Adam Sandler och Winona Ryder i huvudrollerna.

## Handling
Mitt under den stora depressionen ärver tubaspelaren och gratulationskort-poeten Longfellow Deeds (Gary Cooper) från den lilla byn Mandrake Falls plötsligt 20 miljoner dollar från sin avlidne farbror, Martin Stemple. Stemples advokat söker upp Deeds och tar honom till New York. Stjärnreportern Louise "Babe" Bennett (Jean Arthur) förklär sig till en fattig arbetarkvinna för att vinna Deeds förtroende. Hon börjar skriva en serie oerhört populära artiklar där hon döper Deeds till "Cinderella Man" och hånar honom för hans udda beteende.

## Rollista i urval
- Gary Cooper - Longfellow Deeds/Cinderella Man
- Jean Arthur - Louise "Babe" Bennett/Mary Dawson
- George Bancroft - MacWade ("Mac")
- Lionel Stander - Cornelius Cobb
- Douglass Dumbrille - John Cedar
- Raymond Walburn - Walter
- H.B. Warner - Domare May
- Ruth Donnelly - Mabel Dawson
- Walter Catlett - Morrow